# 唭哩岸山
唭哩岸山是台北市唭哩岸旁的一个小山頭，位於烏尖連峰西南向分支山股。山頭有聯勤測量單位設置銅標三等三角點，編號8201，海拔高度165公尺，涵蓋軍艦岩(白鐵圖根點，編號市491)、奇岩山(玄武岩圖根點，編號精幹點292)。
唭哩岸山自然生態於2002年1月軍艦岩發生樹林大火開始展開調查。由李榮文先生獨立調查，並完成總論、地質、雲、爬蟲、蛙、昆蟲、其他動物、蕨類、花、藤、蜘蛛等主題，匯結成國立陽明大學校園自然誌。2005年開始撰寫陽明電子報唭哩岸山自然誌。